# سانتانتیمو
سانتانتیمو (به ایتالیایی: Sant'Antimo) یک کومونه در ایتالیا است که در استان ناپل واقع شده‌است.

## خصوصیات
سانتانتیمو ۵٫۸۴ کیلومترمربع مساحت و ۳۱٬۲۸۵ نفر جمعیت دارد و ۵۸ متر بالاتر از سطح دریا واقع شده‌است.